# Аріобарзан III Евсеб
Аріобарзан III Евсеб Філоромей (дав.-гр. Ἀριοϐαρζάνης Εὐσεϐής Φιλορώμαιος; д/н —42 до н. е.) — цар Каппадокії у 51—42 роках до н. е. і цар Малої Вірменії у 45—42 роках до н. е.

## Життєпис
Походив з династії Аріобарзанідів. Старший син Аріобарзан II, царя Каппадокії, та Афінаїди Філосторг II. Після загибелі батька у 51 році до н. е. за підтримки римського сенату стає новим царем. Проти нього склала змову його мати (її підтримав Архелая, жрець-володар Комани), але її було придушено проконсулом Марком Туллієм Цицероном.
У 49—48 до н. е. вимушено підтримав Гнея Помпею Магну, оскільки сильно заборгував тому. Після поразки останнього перейшов на бік Гая Юлія Цезаря. Останній залишив йому Каппадокію.
У 46 до н. е. воював проти Фарнака II, царя Понту. За підтримку Цезаря у війні з останнім Аріобарзан III отримав від римлян царство Мала Вірменія.
Після загибелі Цезаря у 44 до н. е. вирішив скористатися розгардіяшем в Римській республіці і став планувати позбавитися залежності від Риму, розпочав перемовини з Парфією. Водночас прохолодно поставився до вбивць Цезаря — Гая Кассія Лонгіна і Брута.
Зрештою у 42 до н. е. Аріобарзана III було вбито за наказом Лонгіна. Новим цар молодший брат загиблого Аріарат X.